# Thomas Berger
Thomas Louis Berger (født 20. juli 1924 i Cincinnati, Ohio, USA, død 13. juli 2014) var en amerikansk forfatter og journalist.
Berger underviste ved flere universiteter, bl.a. Yale. Debutromanen Crazy in Berlin (1958) introducerede romanfiguren Reinhart som soldat under og lige efter 2. verdenskrig, og han er også hovedperson i Reinhart in Love (1962), Vital Parts (1971) og Reinhart's Women (1981). Berger havde en frodig komisk fantasi, og mange af hans bøger parodierer accepterede forestillinger, bl.a. hans bedste roman, Little Big Man (1964, filmatiseret med Dustin Hoffman i hovedrollen 1970), om indianere og hvide i vesten, Regiment of Women (1973) og kriminalparodien Who is Teddy Villanova (1977). Arthur Rex (1978) er en komisk version af legenden om kong Arthur. Andre romaner bl.a. The Feud (1983), The Houseguest (1988) og Meeting Evil (1992). The Return of Little Big Man, der er en fortsættelse af bogen fra 1964, kom i 1999 og fik en god modtagelse.